# 1895 en rugby à XV
Les faits marquants de l'année 1895 en rugby à XV

## Événements

### Janvier
- C'est la treizième édition du tournoi, le tournoi britannique de rugby à XV 1895. L'Écosse remporte le tournoi avec trois victoires sans concéder de défaite, soit une triple couronne.

| 5 janvier à Swansea    | Pays de Galles | 6 - 14 | Angleterre     |
| 26 janvier à Édimbourg | Écosse         | 5 - 4  | Pays de Galles |

### Février
| 2 février à Dublin | Irlande | 3 - 6 | Angleterre |

### Mars
| 2 mars à Édimbourg | Écosse         | 6 - 0 | Irlande |
| 9 mars à Richmond  | Angleterre     | 3 - 6 | Écosse  |
| 16 mars à Cardiff  | Pays de Galles | 5 - 3 | Irlande |

- 17 mars : le Stade français est champion de France de rugby en s'imposant en finale face à l'Olympique de Paris.

### Récapitulatifs des principaux vainqueurs de compétitions 1894-1895
- Le Stade français est champion de France.
- Le Yorkshire est champion des comtés anglais.
- La Western Province remporte le championnat d'Afrique du Sud des provinces, la Currie Cup.